# Эз-Захира
Эз-За́хира (Эд-Да́хира; араб. منطقة الظاهرة‎) — мухафаза (после 2011 года) в Султанате Оман.
- Административный центр — город Ибри.
- Площадь — 37 000 км², население — 151 664 человек (2010 год).

## География
Расположен в северо-западной, внутренней части страны.
На северо-западе граничит с мухафазой Эль-Бурайми, на северо-востоке с регионом Эль-Батина, на востоке с регионом Эд-Дахилия, на юге с регионом Эль-Вуста, на юго-западе с Саудовской Аравией, на северо-западе с ОАЭ. Климат пустынный.

## Административное деление
Регион Эз-Захира делится на 3 вилайета с центрами в городах:
- Ибри
- Янкуль
- Данк

До октября 2006 года ещё два вилайета входили в состав региона: Бурайми и Махда. В октябре 2006 года из них было создано новое губернаторство, Бурайми, к которому добавился третий вилайет Эль-Синайха.